# مجموعات آسيا والمحيط الهادئ وإفريقيا في المكتبة البريطانية

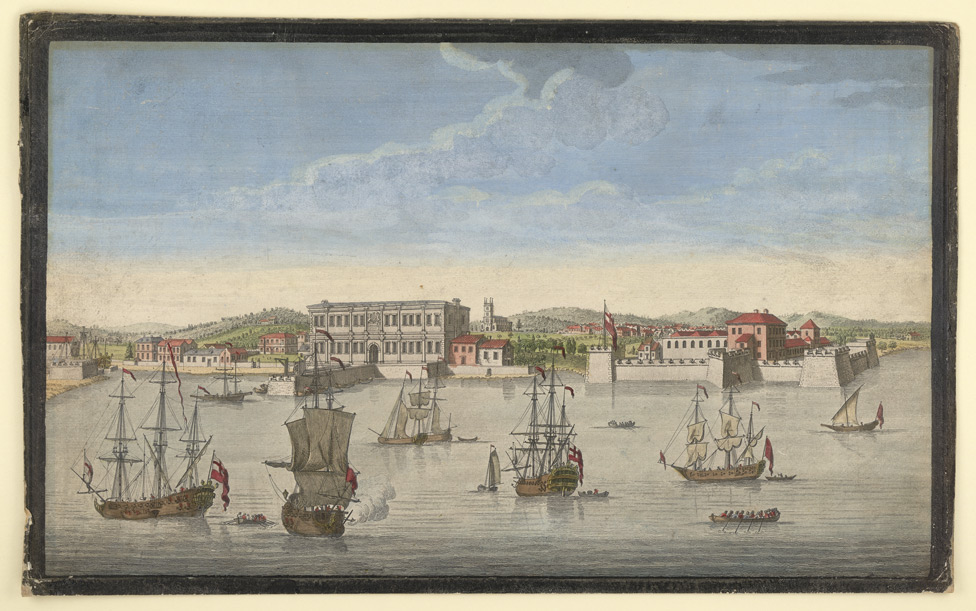
بومباي الواقعة على ساحل مليبار والتي تنتمي إلى الهند الشرقية في إنجلترا بواسطة جان فان رين (1754) موجودة في سجلات مكتب الهند.

تشكل مجموعات آسيا والمحيط الهادئ وإفريقيا والتي كانت تسمى سابقًا بـ مجموعات المكتب الشرقي والهند ( OIOC ) جزءًا مهمًا من مقتنيات المكتبة البريطانية في لندن، إنجلترا.

## مجموعة مكتب الهند
تتضمن المجموعات وثائق من مكتبة وسجلات مكتب الهند، تتعلق بالتاريخ الكامل للتدخل البريطاني في الهند وأجزاء أخرى من العالم الشرقي، بالإضافة إلى مواد بلغات آسيا والشمال وشمال شرق إفريقيا. وكان يقع في اوربت هاوس، 197 بلاك فرايرز، لندن. وأيضًا، حتى عام 1998، كان قسم المخطوطات الشرقية والكتب المطبوعة يقع في 14، شارع ستور، قبالة طريق توتنهام كورت، لندن. وتم هدم اوربت هاوس في عام 2004.
تشمل المجموعات أيضًا نسخًا لسجلات المعمودية والزواج والدفن للمسيحيين من أصل أوروبي، والتي تم إرسالها إلى بريطانيا من الهند خلال فترة الحكم البريطاني، والتي تعد موردًا حيويًا في البحث في علم الأنساب للهنود الأنجلو أو الأوروبيين المقيمين هناك..

## روابط خارجية
- صفحة مجموعات المكتب الشرقي والهند على موقع المكتبة البريطانية
- مجموعات المكتبة البريطانية
- الصفحة الرئيسية للمكتبة البريطانية